# Siklós Albert
Siklós Albert, születési és 1901-ig használt nevén Schönwald Albert (Budapest, 1878. június 26. – Budapest, 1942. április 3.) magyar zeneszerző, főiskolai tanár, zenetörténész, gordonkaművész, lapszerkesztő.

## Életpályája
Schönwald Ferenc (1823–1894) kereskedő és Beck Laura (1847–1918) fiaként született zsidó családban. Középiskolai tanulmányait 1888 és 1896 között a Budapesti VII. kerületi Magyar Királyi Állami Főgimnáziumban végezte, ahol jeles eredménnyel tett érettségit. 1896-ban beiratkozott a Budapesti Tudományegyetem Jogtudományi Karára, ahol 8 szemesztert hallgatott és a két alapvizsga letétele után 1901. május 25-én szerezte meg az abszolutóriumot. Ugyanebben az évben (1896) felvételt nyert a Zeneakadémiára is, ahol a sikeres meghallgatást követően egyből a 3. évfolyam tagja lett. A felvételit követően Koessler János lett a főtárgytanára.
1901-ben kezdte meg működését csellistaként a Budapesti Filharmóniai Társaságnál mint rendkívüli tag, s 1904-ig körülbelül ötven hangversenyen vett részt. 1903 és 1907 között több tanulmányutat tett Franciaországban, Olaszországban és Németországban. 1905 és 1919 között a Fodor Zeneiskolában tanított.
1910-től a Zeneakadémián hangszerelést és partitúraolvasást tanított. A Budapesti Hírlap 1915. márciusi 19-i száma így méltatta itteni munkásságát növendékei zeneakadémiai hangversenye után: „Látjuk, mennyire gazdag a magyarság Zenei tehetségekben és megbizonyosodunk arról, hogy a céltudatos vezetés mily pompásan segiti a tehetséget kibontakozásában. Alig hihetjük, hogy ezek az ifju komponisták még innen vannak a husz éven. Darabjaik oly komplikált benső idegéletről és érzésvilágról tanúskodnak, a teknikának oly alapos és biztos ismeretét, szinte felsőbbséges kezelését mutatják, mintha évtizedes gyakorlat állana mögöttük. Sehol semmi félénkség vagy kezdetlegesség a harmóniák felépítésében, a színek felrakásában vagy a forma szerkesztésében. Az ifjúság nagyotakarásának, túlzásának és egyéb félszegségének bizonyára nincsenek híjával, de mindenben annyira szuverének, mint bármelyik kezdő nyugat-európai muzsikus. Ezek a fiatalemberek megtanultak mindent, amit az iskolában meg lehet tanulni. Ezért dicséret illeti a Zeneakadémia tanári karának két kitűnőségét: Herzfeld Viktort, a zeneszerzés, és Siklós Albertet, a hangszerelés professzorát. De a tanultakon kivül ott zsong lelkükben egy csomó impresszió, melyek közt haloványan kezdenek kibontakozni az egyéniség körvonalai. Hogy a két tanár nem szorította az iskolai szabályok lelket ölő béklyóiba ezeket a kialakuló és kiforrófélben lévő egyéniségeket, hanem engedte érvényesülni énjüket, ha az mindjárt idegen, hipermodern benyomásoktól ittasodott is meg: azért ismét csak az elismerés hangján szólhatunk liberális felfogásukról és nevelő művészetükről.”
1919-ben a Nemzeti Zenede vizsgálóbizottságának tagja, 1926-ban miniszteri biztosa lett. 1920 és 1922 között a Zeneművészeti Tanács tagja volt. 1928-tól 1937-ig ő szerkesztette A Zene című folyóiratot. Számos zenetörténeti, hangszertörténeti, zeneesztétikai cikke jelent meg. A kétkötetes Zenei Lexikon tárgyi részét írta 1923-ban. Halálát tüdőgyulladás, szívizom-elfajulás, érelmeszesedés okozta.

### Családja
1904. május 8-án Budapesten, az Erzsébetvárosban házasságot kötött Weiss Arankával. 1916-ban elváltak. Második házastársa Edelmann Alice (1894–1954) volt, Edelmann Menyhért orvos lánya, akit 1917. október 29-én vett nőül. 1919. június 12-én feleségével áttértek a református hitre.
Fia Siklós Ferenc (1907–1936) hírlapíró.

## Zeneművei
- zenekari művek (szimfónia, szvitek, Ferkó szórakozásai, nyitányok, Találkozás, Táncimpressziók, Szimfónietta, Magyar koncertrondo stb.)
- kamarazene
- zongoraművek
- opera (A hónapok háza, 1927)
- pantomim (A tükör, 1923)
- karművek, dalok

## Írásai
- Összhangzattan (Budapest, 1907)
- Hangszereléstan (Budapest, 1908–1910)
- A vezérkönyvolvasás útmutatója (Budapest, 1911)
- Formatan (Budapest, 1912)
- Ellenponttan (Budapest, 1913)
- Zeneesztétikai jegyzetek (Budapest, 1921)
- Siklós Albert zenei lexikona (Budapest, 1922)
- A harmonizálás kézikönyve (Budapest, 1923)
- Magyar zenetörténeti jegyzetek (Budapest, 1927)
- Hangszerek, hangszínek (Budapest, 1941)